# Arne (rivière)
Pour les articles homonymes, voir Arne.
L’Arne est une rivière française des départements du Doubs et du Jura, en région Bourgogne-Franche-Comté, et un affluent droit du canal du Rhône au Rhin, juste à côté du Doubs, c'est-à-dire un sous-affluent du Rhône par la Saône.

## Géographie
De 15 kilomètres de longueur,
l'Arne prend sa source sur la commune de Mercey-le-Grand, entre les lieux-dits Les Grémonts Arne et le Bois de Romain, à 279 mètres d'altitude.
Il coule globalement du nord-est vers le sud-ouest.
Il conflue en rive nord du canal du Rhône au Rhin et juste à côté du Doubs, entre Audelange et Lavans-lès-Dole, à 208 mètres d'altitude.

### Communes et cantons traversés

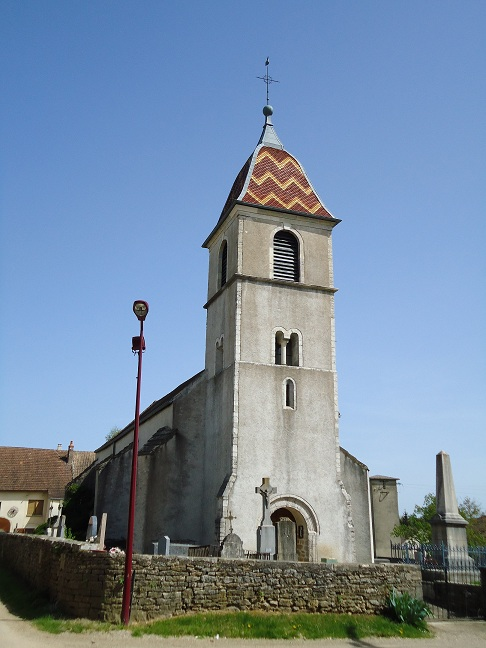
L'église d'Auxange avec son clocher comtois à l'Impériale

Dans les deux départements du Doubs et du Jura, l'Arne traverse neuf communes- une, Mercey-le-Grand, dans le Doubs, les huit autres dans le Jura, dans le sens amont vers aval, de Mercey-le-Grand (source), Romain, Le Petit-Mercey, Louvatange, Gendrey, Auxange, Lavangeot, Lavans-lès-Dole, Audelange (confluence).
Soit en termes de cantons, l'Arne prend source dans le canton d'Audeux, traverse le canton de Gendrey, conflue dans le canton de Rochefort-sur-Nenon.

### Bassin versant
La superficie du bassin versant « Le Doubs de la Morte à la Vèze d'Amanges incluse » (U254) est de 4 946 km2.

### Organisme gestionnaire
L'organisme gestionnaire est l'EPTB Doubs Saône.

## Affluents
L'Arne a deux tronçons affluents référencés :
- le ruisseau de l'Abergement (rd[note 1]), 5,2 km, sur les trois communes de Malange, Serre-les-Moulières, Lavans-les-Dole.
- le ruisseau de la Véze (rd), 7,3 km, sur les quatre communes de Vriange, Romange, Malange, Lavans-les-Dole.

### Rang de Strahler
Le rang de Strahler de l'Arne est de deux.

## Hydrologie
Son régime hydrologique est dit pluvial.

### L'Arne à Lavans-lès-Dole
Son débit a été observé depuis le 11 octobre 1995  à Lavans-lès-Dole à 211 m d'altitude, localité du Doubs. Le module de l'Arne est de 0,494 m3/s pour un bassin versant de 54,8 km2.

### Étiage ou basses eaux
À l'étiage, c'est-à-dire aux basses eaux, le VCN3, ou débit minimal du cours d'eau enregistré pendant trois jours consécutifs sur un mois, en cas de quinquennale sèche est de 0,018 m3/s tandis que le VCN10 atteint 0,020 m3/s pour une quinquennale sèche.

### Crues
Les débits de crues, QIX 2 sont de 11,0 m3/s, QIX 5 de 16 m3/s, QIX 10 de 20 m3/s et QIX 20 de 24 m3/s. Le QIX 50 et le QIX 100 n'ont pas pu être calculé, vu la période d'observation de seulement vingt-six ans.
Le débit instantané maximal de 29,00 m3/s a été constaté le 15 mai 2018 en même temps qu'une hauteur maximale instantanée de 211 cm ou 2,11 m. Le débit journalier maximal de 12,60 m3/s a été constaté le 25 octobre 1999.

### Lame d'eau et débit spécifique
La lame d'eau écoulée dans cette partie du bassin versant de la rivière est de 300 millimètres annuellement, ce qui est dans la moyenne en France, à 300 mm/an. Le débit spécifique (Qsp) atteint 9,5 litres par seconde et par kilomètre carré de bassin.

## Aménagements et écologie
L'Arne est voisine de l'autoroute A36 surnommée La Comtoise, une autoroute gérée par les APRR entre Mulhouse-Ouest et Beaune et desservant principalement les villes de Mulhouse, Belfort, Montbéliard, Besançon et Dole

### AAPPMA
L'AAPPMA concernée par l'Arne est celle de la Gaule du Bas Jura. C'est un cours d'eau de deuxième catégorie selon la carte piscicole du Jura.